# Glitter (album)
A Glitter Mariah Carey amerikai énekesnő tizedik albuma, hetedik stúdióalbuma és egyben Glitter című filmjének filmzenealbuma. 2001. szeptember 11-én jelent meg. Az album az 1980-as évek hangzásvilágát eleveníti fel (ekkor játszódik a film). Az albumból lényegesen kevesebb kelt el, mint Carey korábbi albumaiból; a kritikák vagy elismerően szóltak róla és nagy előrelépésnek tekintették az énekesnő karrierjében, vagy elmarasztalták a stílusváltás miatt.

## Felvételek
Mivel az album a 80-as évek hangzásvilágára épül, a korszak nagy hatású zeneszerzői közül több is közreműködött az elkészítésében: Rick James írta az All My Life-ot, Jimmy Jam és Terry Lewis átdolgozták Didn’t Mean to Turn You On című számukat Carey számára és megírták az énekesnővel a Want Yout, a Cameo együttes pedig közreműködött a Loverboyban, ami az album első kislemeze lett. Az albumon közreműködik számos rapper – Busta Rhymes, Mystikal, Da Brat, Ludacris, Fabolous, Shawnna, 22, Ja Rule, Nate Dogg és Cameo –, valamint Eric Benét R&B-énekes. Az albumon főleg gyors tempójú számok vannak, de néhány lassú dal is felkerült rá, köztük a Lead the Way, ami a Guinness Rekordok Könyve szerint tartja az egy lélegzetvétellel elénekelt leghosszabb dallam rekordját.

## Fogadtatása
Az albumot nem sokkal a Glitter filmbemutatója előtt adták ki. A film sikertelen volt, amiben közrejátszott az ekkoriban történt szeptember 11-ei terrortámadás; ez az albumra is hatással volt. Kedvező kritikát is kapott azonban: Rob Sheffield a Rolling Stone magazinban három csillagot adott neki, és azt írta, az album „nagy lépés az érettség felé a popzene egyik örök gyerekétől”.
Carey egy interjúban megjegyezte: „9/11 környékén jelent meg. A tévéműsoroknak kellett valami, ami elvonja a figyelmet 9/11-ről, és én lettem a céltábla. Azelőtt olyan sikeres voltam, hogy bukásnak kiáltották ki, hogy a slágerlista 2. helyére kerültem az első helyett.” (ez a Loverboy dalra utal). Az albumból az első héten 116 000 példány kelt el, ezzel a Billboard 200 hetedik helyén nyitott, két hétig maradt a Top 20-ban és csak tizenkét hétig a listán – Carey korábbi albumai közül volt, ami ennél több időt töltött csak a Top 10-ben. A Billboard filmzenein slágerlistáján (Top Soundtracks) az első helyen nyitott és három héten át vezette a listát. Az USA-ban 2007 októberéig 636 000 példányban kelt el és platinalemez lett.
Külföldön az album sikert aratott; Japánban ez lett az első külföldi filmzenealbum, ami listavezető lett az eladási adatok tekintetében; Dél-Koreában aranylemez lett, Szingapúrban kétszeres platina, nagy sikert aratott Görögországban, Tajvanon és Hongkongban is; a Top 10-ben debütált a Fülöp-szigeteken (#3), Spanyolországban (#3, aranylemez), Kanadában (#4, platinalemez), Franciaországban (#5, aranylemez), Olaszországban (#5), Németországban (#7), az Egyesült Királyságban (#10), Svájcban (#10); sikert aratott Írországban is (#84). Az albumból világszerte kb. kétmillió példány kelt el.

## Dalok
| #               | Cím                                                                   | Szerzők                                                                             | Hossz |
| --------------- | --------------------------------------------------------------------- | ----------------------------------------------------------------------------------- | ----- |
| 1.              | Loverboy (Remix) (feat. Ludacris, Shawnna, Twenty-II, Da Brat)        | Mariah Carey, Larry Blackmon, Thomas Jenkins, Da Brat, Ludacris, Twenty II, Shawnna | 4:30  |
| 2.              | Lead the Way                                                          | Carey, Walter Afanasieff                                                            | 3:53  |
| 3.              | If We (feat. Nate Dogg & Ja Rule)                                     | Carey, Damion Young, Jeffrey Atkins, H. Hersh, Nathaniel Hale                       | 4:20  |
| 4.              | Didn’t Mean to Turn You On                                            | James Harris III, Terry Lewis                                                       | 4:54  |
| 5.              | Don’t Stop (Funkin’ 4 Jamaica) (feat. Mystikal)                       | Carey, DJ Clue, Duro, Thomas Brown, Toni Smith, M. Tyler                            | 3:37  |
| 6.              | All My Life                                                           | Rick James                                                                          | 5:09  |
| 7.              | Reflections (Care Enough)                                             | Carey, Philippe Pierre                                                              | 3:20  |
| 8.              | Last Night a DJ Saved My Life (feat. Busta Rhymes, Fabulous, DJ Clue) | Michael Cleveland                                                                   | 6:43  |
| 9.              | Want You (feat. Eric Benét)                                           | Carey, Harris, Lewis, James Wright                                                  | 4:43  |
| 10.             | Never Too Far                                                         | Carey, Harris, Lewis                                                                | 4:21  |
| 11.             | Twister                                                               | Carey, Harris, Lewis, Wright                                                        | 2:26  |
| 12.             | Loverboy (feat. Cameo)                                                | Carey, Blackmon, Jenkins                                                            | 3:49  |
| Japán bónuszdal |                                                                       |                                                                                     |       |
| 13.             | Loverboy (MJ Cole Main Remix Radio Edit)                              | Carey, Blackmon, Jenkins, Da Brat                                                   | 4:19  |

| #  | Cím                            | Hossz |
| -- | ------------------------------ | ----- |
| A1 | Loverboy (Remix)               | 4:30  |
| A2 | Last Night a DJ Saved My Life  | 6:43  |
| A3 | Didn’t Mean to Turn You On     | 4:54  |
| A4 | Don’t Stop (Funkin’ 4 Jamaica) | 3:34  |
| B1 | If We                          | 4:11  |
| B2 | All My Life                    | 5:10  |
| B3 | Want You                       | 4:44  |
| B4 | Loverboy                       | 3:50  |
| C1 | Lead the Way                   | 3:53  |
| C2 | Reflections (Care Enough)      | 3:21  |
| D1 | Never Too Far                  | 4:22  |
| D2 | Twister                        | 2:26  |

## A dalok a filmben
1. Loverboy: A főszereplő, Billie Frank első sikeres kislemeze. Eredeti változatában hangeffektusokkal teli, később jobban hasonlít az albumon szereplő változathoz.
2. Lead the Way: A film végén hallható, valamint Billie és Dice első csókjánál.
3. If We: Billie és Dice első randevúja előtt hallható.
4. Didn’t Mean to Turn You On: Az első dal, amit Billie és Dice közösen írt; később nagy sikert arat és Billie előadja a USA Music Awards díjkiosztón.
5. Don’t Stop (Funkin’ 4 Jamaica): Egy részletére Billie freestyle-ban énekel Dice diszkójában.
6. All My Life: Sylk dala, azé a popsztáré, akinek Billie a háttérénekese. A dal producere, miután hallotta Billie-t énekelni, ráveszi, hogy énekelje fel a dalt, amit aztán Sylk neve alatt adnak ki. Billie, mikor Sylk megsérti, bebizonyítja Dice-nak, hogy ő a valódi előadó.
7. Reflections (Care Enough): Dal, amelyet Billie az anyjáról írt, a lemezkiadó azonban nem helyesli a stílusát.
8. Last Night a DJ Saved My Life: Egy diszkóban játsszák.
9. Want You: Billie és Rafael R&B-énekes slágere.
10. Never Too Far: Billie és Dice írják szakításukról, Billie pedig előadja első koncertjén a Madison Square Gardenben, Dice halála után.
11. Twister: A film elején játsszák, amikor a kislány Billie-t elveszik az anyjától.

## Kislemezek
Az első kislemez, a Loverboy a Billboard Hot 100 második helyéig jutott, és 2001-ben ebből a kislemezből kelt el az USA-ban a legtöbb (részben az alacsony árazásnak köszönhetően)), de az ezt követő kislemezek a Never Too Far és a Don’t Stop (Funkin’ 4 Jamaica) nem kerültek fel a slágerlistára. A Last Night a DJ Saved My Life-hoz is készült videóklip, de nem jelentették meg, mert időközben a Virgin Records megvált Careytől és abbahagyta az album reklámozását.
A Reflections (Care Enough) és a Lead the Way promóciós kislemezeit az Egyesült Államokon kívül több országban is elküldték a rádióállomásoknak, utóbbihoz Ázsiában klip is készült, jelenetekkel a filmből. Az If We című számot később Damizza átdolgozta Butch Cassidyvel, Nate Dogg-gal és Mariah Careyvel, és What Would You Do címen 2004-ben megjelentette kislemezen.
- Loverboy (2001)
- Never Too Far (2001)
- Don’t Stop (Funkin’ 4 Jamaica) (2001)
- Reflections (Care Enough) (2001)
- Last Night a DJ Saved My Life (promó, 2001)
- Never Too Far/Hero Medley (2001)
- Lead the Way (promó, 2001)

### Lead the Way
A Lead the Way a Glitter albumon szereplő második dal, egyben a Glitter című film fő szerelmes dala. A dal csak promóciós kislemezen jelent meg, kereskedelmi forgalomba nem került.
A Lead the Wayt Carey négy év szünet után ismét régi dalszerzőtársával, Walter Afanasieff-fel írta együtt, aki már sok sikeres számának társszerzője és társproducere volt. A dal a Rolling Stone közvéleménykutatása alapján az album dalai közül az első helyen végzett. A Guinness Rekordok Könyve szerint tartja az egy lélegzetvétellel elénekelt leghosszabb dallam rekordját.